# Útleírás
Az útleírás alatt egy utazó megfigyeléseinek és élményeinek ábrázolása útja során, hagyományosan írásos formában, amely adott esetben irodalmi igényű is lehet. Az útleírások ezért természetesen mind tartalmuk mind egyéb minőségük tekintetében erősen különbözhetnek. GYakori a gazdagon illusztrált melléklet.

## Fogalom
Az útleírás tág fogalom, mert alapvetően mind a fikcionális, mind pedig valós utazásokról beszámolókat ide soroljuk. Az útleírások közé tartoznak az útikönyvek, a tudományos útleírások és a művészi, valamint irodalmi igényű úti beszámolók is, de ezen besorolás gyakori kritika is éri, ezért inkább tájékoztató jellegű.

## Története és kialakulása
A legrégebbi ismert úti beszámolók Korüandai Szküllaksznak és Massziliai Pütheasznak tulajdonítjuk. Mindketten maguk számoltak be útjukról; Szküllaksz leírását Periplusznak nevezte, amely elnevezés a későbbiekben iskolateremtőként további úti beszámolók címéül szolgált.
Hérodotosz történeti munkáit szintén sorolhatjuk az úti beszámolók közé, hiszen több utazást érintő leírást is találunk benne. Érdekes módon az ókori római irodalomból teljesen hiányzik az irodalom ezen válfaja, pedig éppen ez kelthette volna fel a pragmatikusan gondolkodó rómaiak érdeklődését, akik pedig szinte mindenben utánozták a görög irodalmat. Az itineráriumokat nem tekinthetjük útleírásoknak, mert az útvonalak ezen korai ábrázolásai neveken kívül gyakorlatilag nem tartalmaztak szöveget.
Az ókori úti beszámolók irodalma igen gyér, és a középkorból is csak kevés mű maradt ránk. Európa egyik legkorábbi középkori keleti utazója Julianus barát volt. A vikingek hajóztak mind Konstantinápoly felé keletre, mind nyugatra a Feröer-szigetekre, Izlandra, Grönlandra és Vinlandra is, de úti beszámolók nem készültek a szó szoros értelmében. Az óészaki legendagyűjtemény azonban élénk költői képekben ábrázolja a hajóutak történetét. Szintén kora középkoriak az angol Nagy Alfréd király parancsára indított expedíciók Othar és Wufstan vezetésével.
A Közel-Keleten sokkal élénkebben élt az ókori görög úti beszámolók hagyománya, úgy mint Ibn Battúta, Ibn Fadlán, Albeíruui, Ibn Djobail, Meshullam da Volterra és mások. Ezen írók könyvei máig kivétel nélkül a legfontosabb források az akkori viszonyokról és országokról. Ázsiáról és a távolabbi keletről a már említett Juliánusz barát beszámolói rendkívül értékes források, valamint buddhista papok beszámolói, mint Faealig és különösen Hiuenthsang.